# Phytomyza varipes
Phytomyza varipes är en tvåvingeart som beskrevs av Macquart 1835. Phytomyza varipes ingår i släktet Phytomyza och familjen minerarflugor. Inga underarter finns listade i Catalogue of Life.